# Basket Femminile Le Mura Lucca 2010-2011
Questa voce raccoglie le informazioni riguardanti il Basket Femminile Le Mura Lucca nelle competizioni ufficiali della stagione 2010-2011.

## Stagione
La stagione 2010-2011 del Basket Femminile Le Mura Lucca è stata la prima disputata in Serie A1.
La società lucchese è arrivata nona e si è salvata ai play-out, vincendo la semifinale contro Napoli.

## Verdetti stagionali
Competizioni nazionali
- Serie A1:

stagione regolare: 9º posto su 12 squadre (9-13);
play-out: vittoria in semifinale contro Napoli (2-1).
- Coppa Italia:

fase a gironi: 3º (su 3) nel girone 1, con due sconfitte contro Taranto e Umbertide.

## Rosa
| N° | Naz.                   | Ruolo | Sportivo          | Anno | Alt. |  |
| -- | ---------------------- | ----- | ----------------- | ---- | ---- |  |
| 4  | Italia (bandiera)      | P     | Stefania Petri    | 1993 | 182  |  |
| 5  | Italia (bandiera)      | P     | Agnese Soli       | 1987 | 168  |  |
| 6  | Ucraina (bandiera)     | P     | Olga Dubrovina    | 1993 | 170  |  |
| 7  | Italia (bandiera)      | P     | Erika Striulli    | 1990 | 170  |  |
| 8  | Italia (bandiera)      | C     | Licia Filippetti  | 1986 | 185  |  |
| 9  | Italia (bandiera)      | G     | Silvia Carù       | 1983 | 175  |  |
| 10 | Portogallo (bandiera)  | A     | Mery Andrade      | 1975 | 180  |  |
| 11 | Italia (bandiera)      | G     | Gloria Favilla    | 1985 | 176  |  |
| 13 | Italia (bandiera)      | G     | Benedetta Bagnara | 1987 | 178  |  |
| 15 | Stati Uniti (bandiera) | C     | Shamela Hampton   | 1987 | 192  |  |
| 18 | Italia (bandiera)      | C     | Martina Sandri    | 1988 | 184  |  |
| 20 | Stati Uniti (bandiera) | AP    | Courtney Willis   | 1982 | 188  |  |